# Parc d'État de Gouldsboro
Le parc d'État de Gouldsboro (Gouldsboro State Park) est un parc d'État de la Pennsylvanie, dans le comté de Wayne, aux États-Unis, à proximité du village de Gouldsboro.